# Каталог папи Ліберія
Катало́г па́пи Лібе́рія — 13 частина Хронографа 354 року.
При складанні історії ранньої християнської церкви, Каталог папи Ліберія (Catalogus Liberianus), який був частиною ілюстрованого рукопису відомого як Хронограф 354 року. Він є важливим документом, оскільки в ньому приведено список пап, призначених єпископів Риму, що закінчуються понтифікатом Папи Ліберія († 366), звідси походить і його назва і приблизна дату створення. Список дає тривалість відповідних єпископатів, та відповідних їм дат консулятів та імена імператорів. У багатьох випадках є й інші деталі. В наш час[коли?] вона збереглася тільки в копії.
Каталог папи Ліберія є робота чітко компілятивна, створена за допомогою більш ранніх текстів. Було висловлено припущення, що він багато в чому залежить від роботи єпископа Іполіта Римського († 235), і є його  втраченою хронікою. Характер записів змінено після папи Понтіана. Є цілий ряд «дивних помилок»  в каталозі, деякі з яких можуть бути продуктом лише помилок переписувача. Тексти в Хронографі відобразили певні невдачі у письмовій передачі подій.